# Cena Izvestijí 1970
Čtvrtý ročník Ceny Izvestijí se konal od 6. do 13. prosince 1970 v Moskvě. Zúčastnilo se pět reprezentačních mužstev, která se utkala jednokolovým systémem každý s každým.

## Výsledky a tabulka
|    |         | ČSSR           | SSSR          | SWE     | FIN    | POL    | V | R | P | Skóre | B |
| 1. | ČSSR    | Československo | 3:1           | 3:2     | 7:3    | 10:1   | 4 | 0 | 0 | 23:7  | 8 |
| 2. | SSSR    | 1:3            | Sovětský svaz | 4:0     | 8:3    | 7:1    | 3 | 0 | 1 | 20:7  | 6 |
| 3. | Švédsko | 2:3            | 0:4           | Švédsko | 2:1    | 3:4    | 1 | 0 | 3 | 7:12  | 2 |
| 4. | Finsko  | 3:7            | 3:8           | 1:2     | Finsko | 8:3    | 1 | 0 | 3 | 15:20 | 2 |
| 5. | Polsko  | 1:10           | 1:7           | 4:3     | 3:8    | Polsko | 1 | 0 | 3 | 9:28  | 2 |

 Československo -  Polsko 10:1 (3:0, 1:1, 6:0)
6. prosince 1970 - Moskva

Branky a nahrávky Československo: 8. Jiří Holík (Josef Paleček), 13. Jan Suchý, 14. Jan Suchý, 25. Rudolf Tajcnár (Josef Černý), 45. Josef Paleček (Bedřich Brunclík), 47. Milan Kužela (Josef Paleček), 57. Eduard Novák, 57. Miroslav Klapáč, 58. Václav Mařík (Miroslav Klapáč), 59. Jiří Holík.

Branky a nahrávky Polska: 21. Feliks Góralczyk.

Rozhodčí: Sakari Sillankorva (FIN), Ove Dahlberg (SWE)

Vyloučení: 3:3 (0:0, 1:0)
ČSSR: Marcel Sakáč – Jan Suchý, František Pospíšil, Milan Kužela, Rudolf Tajcnár, Josef Horešovský, František Panchártek – Josef Paleček, Bedřich Brunclík, Jiří Holík – Vladimír Martinec, Václav Mařík (Ivan Hlinka), Bohuslav Šťastný - Petr Opačitý, Ivan Hlinka (Václav Mařík), Miroslav Klapáč - Eduard Novák, Richard Farda, Josef Černý.
Polsko: Walery Kosyl (14. Andrzej Tkacz) - Andrzej Maryniok, Henryk Janiszewski, Ludwik Czachowski, Wiesław Karłowski, Robert Góralczyk, Bronislaw Chyski - Adam Kopczyński, Jozef Stefaniak, Krzysztof Birula-Białynicki - Tadeusz Obłój, Bogdan Kondziołka, Feliks Góralczyk - Walenty Ziętara, Józef Słowakiewicz, Tadeusz Kacik – Jerzy Borowicz, Stefan Chowaniec.

 SSSR -  Finsko 8:3 (2:0, 3:1, 3:2)
6. prosince 1970 - Moskva

Branky SSSR: 6. Jevgenij Zimin, 15. Jurij Čičurin, 27. Alexandr Malcev, 34. Vladimir Vikulov, 39. Vladimir Vikulov, 45. Anatolij Firsov, 55. Anatolij Bělonožkin, 55. Alexandr Malcev.

Branky Finska: 27. Lauri Mononen, 48. Lauri Mononen, 53. Seppo Repo.

Rozhodčí: Jan Wycisk (POL), Len Gagnon (USA)

Vyloučení: 1:4 (2:0)
SSSR: Vladislav Treťjak – Valerij Vasiljev, Vitalij Davydov, Jevgenij Paladjev, Jurij Ljapkin, Alexandr Ragulin, Vladimir Lutčenko - Anatolij Bělonožkin, Alexandr Malcev, Jurij Čičurin - Jevgenij Zimin, Vjačeslav Staršinov, Alexandr Syrcov – Viktor Polupanov, Vladimir Vikulov, Anatolij Firsov.
Finsko: Stig Wetzel – Pekka Marjamäki, Hannu Luojola, Heikki Järn, Lalli Partinen - Lauri Mononen, Erkki Mononen, Seppo Repo – Tommi Salmelainen, Matti Murto, Väinö Kolkka - Harri Linnonmaa, Veli-Pekka Ketola, Lasse Oksanen.

 Polsko -  Švédsko 4:3 (1:1, 1:1, 2:1)
7. prosince 1970 - Moskva

Branky Polska: 14. Tadeusz Kacik, 31. Krzysztof Birula-Białynicki, 43. Feliks Góralczyk, 44. Tadeusz Kacik.

Branky Švédska: 18. Björn Palmqvist, 22. Hans Lindberg, 50. Björn Palmqvist.

Rozhodčí: Rudolf Baťa (TCH), Jurij Karandin (URS)

Vyloučení: 4:4 (1:0, 0:1)
Polsko: Andrzej Tkacz - Andrzej Maryniok, Henryk Janiszewski, Ludwik Czachowski, Wiesław Karłowski, Robert Góralczyk, Bronislaw Chyski - Adam Kopczyński, Józef Stefaniak, Krzysztof Birula-Białynicki - Tadeusz Obłój, Bogdan Kondziołka, Feliks Góralczyk - Walenty Ziętara, Józef Słowakiewicz, Tadeusz Kacik.
Švédsko: Christer Abrahamsson – Arne Carslsson, Lennart Svedberg, Gunnar Andersson, Thommy Abrahamsson, Stig Östling, Kjell-Rune Milton – Stefan Karlsson, Håkan Wickberg, Tord Lundström - Hans Lindberg, Anders Hedberg, Lars-Göran Nilsson - Håkan Nygren, Björn Palmqvist, Anders Nordin.

 Švédsko -  Finsko 2:1 (1:1, 1:0, 0:0)
8. prosince 1970 - Moskva

Branky Švédska: 5. Tord Lundström, 23. Mats Hysing.

Branky Finska: 7. Lasse Oksanen.

Rozhodčí: Heini Ehrensperger (SUI), L. Gusev (URS)

Vyloučení: 2:2 (0:0, 0:1)
Švédsko: Leif Holmqvist – Arne Carslsson, Lennart Svedberg, Gunnar Andersson, Thommy Abrahamsson, Thommie Bergman, Kjell-Rune Milton - Stefan Karlsson, Håkan Wickberg, Tord Lundström - Mats Hysing, Stig-Göran Johansson, Inge Hammarström - Hans Lindberg, Anders Hedberg, Lars-Göran Nilsson.
Finsko: Jorma Valtonen - Heikki Järn, Lalli Partinen, Hannu Luojola, Pekka Marjamäki - Veli-Pekka Ketola, Lasse Oksanen, Mikko Räikkönen - Harri Linnonmaa, Matti Murto, Salmalainen - Lauri Mononen, Erkki Mononen, Seppo Repo.

 SSSR -  Československo 1:3 (1:2, 0:1, 0:0)
9. prosince 1970 - Moskva

Branky a nahrávky SSSR: 0:15 Vladimir Petrov (Valerij Charlamov).

Branky a nahrávky Československa: 1:47 Ivan Hlinka, 10:00 Josef Horešovský (Ivan Hlinka), 23:15 Eduard Novák (Richard Farda).

Rozhodčí: Jan Wycisk (POL), Len Gagnon (USA)

Vyloučení: 5:3 (1:0)
ČSSR: Jiří Holeček – Jan Suchý, František Pospíšil, Oldřich Machač, Vladimír Bednář, Josef Horešovský, František Panchártek – Josef Paleček, Bedřich Brunclík, Jiří Holík – Eduard Novák, Richard Farda, Josef Černý - Vladimír Martinec, Ivan Hlinka, Bohuslav Šťastný - Petr Opačitý. 
SSSR: Viktor Konovalenko – Viktor Kuzkin, Igor Romiševskij, Jurij Ljapkin, Jevgenij Paladjev, Valerij Vasiljev, Vitalij Davydov – Anatolij Bělonožkin, Alexandr Malcev, Jurij Čičurin - Jevgenij Zimin, Vjačeslav Staršinov, Alexandr Syrcov – Boris Michajlov, Vladimir Petrov, Valerij Charlamov – Viktor Polupanov, Vladimir Vikulov, Anatolij Firsov.

 SSSR -  Polsko 7:1 (5:0, 0:0, 2:1)
10. prosince 1970 - Moskva

Branky SSSR: 1. Vladimir Vikulov, 2. Valerij Charlamov, 2. Valerij Charlamov, 10. Jevgenij Zimin, 20. Jevgenij Zimin, 44. Igor Romiševskij, 52. Viktor Polupanov.

Branky Polska: 48. Tadeusz Obłój.

Rozhodčí: Rudolf Baťa (TCH), Ove Dahlberg (SWE)

Vyloučení: 3:4 (1:0)
SSSR: Vladislav Treťjak – Alexandr Ragulin, Vladimir Lutčenko, Viktor Kuzkin, Igor Romiševskij, Jevgenij Paladjev, Jurij Ljapkin – Viktor Polupanov, Vladimir Vikulov, Anatolij Firsov - Boris Michajlov, Vladimir Petrov, Valerij Charlamov (41. Jurij Čičurin, Alexandr Malcev, Anatolij Bělonožkin) – Jevgenij Zimin, Vjačeslav Staršinov, Alexandr Syrcov.
Polsko: Walery Kosyl (2. Andrzej Tkacz) – Adam Kopczyński, Wiesław Karłowski, Andrzej Maryniok, Henryk Janiszewski, Robert Góralczyk, Bronislav Chyski - Jerzy Borowicz, Józef Słowakiewicz, Tadeusz Kacik – Walenty Ziętara, Józef Stefaniak, Krzysztof Birula-Białynicki - Tadeusz Obłój, Bogdan Kondziołka, Stefan Chowaniec.

 Československo -  Švédsko 3:2 (1:1, 1:1, 1:0)
11. prosince 1970 - Moskva

Branky a nahrávky Československa: 6:20 Jiří Holík (Josef Paleček), 34:31 Ivan Hlinka (Josef Horešovský), 49:13 Richard Farda (Rudolf Tajcnár).

Branky a nahrávky Švédska: 6:00 Anders Hedberg (Hans Lindberg), 22:25 Thommy Abrahamsson (Håkan Nygren).

Rozhodčí: Heini Ehrensperger (SUI), Sakari Sillankorva (FIN)

Vyloučení: 1:2 (0:1)
ČSSR: Marcel Sakáč – Jan Suchý, František Pospíšil, Milan Kužela, Rudolf Tajcnár, Josef Horešovský, František Panchártek – Josef Paleček, Bedřich Brunclík, Jiří Holík - Eduard Novák, Richard Farda, Josef Černý – Vladimír Martinec, Ivan Hlinka, Bohuslav Šťastný.
Švédsko: Leif Holmqvist – Arne Carslsson, Stig Östling, Gunnar Andersson, Thommy Abrahamsson, Thommie Bergman, Kjell-Rune Milton – Stefan Karlsson, Stig-Göran Johansson, Tord Lundström - Håkan Nygren, Björn Palmqvist, Inge Hammarström – Hans Lindberg, Anders Hedberg, Lars-Göran Nilsson.

 Finsko -  Polsko 8:3 (3:2, 0:0, 5:1)
11. prosince 1970 - Moskva

Branky Finska: 2. Erkki Mononen, 5. Lasse Oksanen, 14. 56. Matti Murto, 41. Matti Rautee, 43. Tommi Salmelainen, 45. Lauri Mononen, 52. Veli-Pekka Ketola.

Branky Polska: 8. Walenty Ziętara, 14. Józef Stefaniak, 43. Feliks Góralczyk.

Rozhodčí: Rudolf Baťa (TCH), Len Gagnon (USA)

Vyloučení: 8:5 (1:0, 1:0)
Finsko: Jorma Valtonen - Pekka Marjamäki, Tapio Flinck, Heikki Järn, Lalli Partinen - Matti Rautee, Veli-Pekka Ketola, Lasse Oksanen - Lauri Mononen, Erkki Mononen, Seppo Repo - Tommi Salmelainen, Matti Murto, Väinö Kolkka.
Polsko: Andrzej Tkacz – Andrzej Maryniok, Henryk Janiszewski, Adam Kopczyński, Wiesław Karłowski, Robert Góralczyk, Bronislav Chyski - Walenty Ziętara, Józef Słowakiewicz, Tadeusz Kacik – Stefan Chowaniec, Józef Stefaniak, Krzysztof Birula-Białynicki - Tadeusz Obłój, Bogdan Kondziołka, Feliks Góralczyk.

 Československo -  Finsko 7:3 (1:0, 4:1, 2:2)
13. prosince 1970 - Moskva

Branky a nahrávky Československa: 8:30 Ivan Hlinka (Josef Horešovský), 21:45 Vladimír Martinec (František Panchártek), 22:58 Ivan Hlinka (František Panchártek), 30:08 Vladimír Martinec (Bohuslav Šťastný), 30:18 Bohuslav Šťastný (Vladimír Martinec), 51:09 Richard Farda, 54:07 Josef Černý (Richard Farda).

Branky a nahrávky Finska: 21:10 Lasse Oksanen, 43:05 Harri Linnonmaa (Lalli Partinen), 51:45 Lauri Mononen.

Rozhodčí: Ove Dahlberg (SWE), Heini Ehrensperger (SUI)

Vyloučení: 5:5 (1:1)
ČSSR: Jiří Holeček – Oldřich Machač, Vladimír Bednář, Josef Horešovský, František Panchártek, Jan Suchý, Rudolf Tajcnár – Eduard Novák, Richard Farda, Josef Černý – Vladimír Martinec, Ivan Hlinka, Bohuslav Šťastný – Petr Opačitý (21. Jiří Holík), Václav Mařík, Miroslav Klapáč (41. Josef Paleček, Bedřich Brunclík, Jiří Holík).
Finsko: Stig Wetzel – Pekka Marjamäki, Tapio Flinck, Heikki Järn, Lalli Partinen – Lauri Mononen, Erkki Mononen, Seppo Repo – Matti Rautee, Veli-Pekka Ketola, Lasse Oksanen –  Harri Linnonmaa, Matti Murto, Väinö Kolkka.

 SSSR -  Švédsko 4:0 (0:0, 3:0, 1:0)
13. prosince 1970 - Moskva

Branky SSSR: 24. Anatolij Firsov, 34. Vladimir Vikulov, 37. Anatolij Firsov, 52. Vladimir Petrov.

Rozhodčí: Sakari Sillankorva (FIN), Jan Wycisk (POL)

Vyloučení: 1:2 (0:0)
SSSR: Viktor Konovalenko (41. Vladislav Treťjak) – Viktor Kuzkin, Igor Romiševskij, Alexandr Ragulin, Vladimir Lutčenko, Jurij Ljapkin, Vitalij Davydov - Alexandr Malcev, Jurij Čičurin, Anatolij Bělonožkin (50. Jevgenij Zimin, Vjačeslav Staršinov, Alexandr Syrcov) - Vladimir Vikulov, Vjačeslav Staršinov (50. Alexandr Malcev), Anatolij Firsov - Boris Michajlov, Vladimir Petrov, Valerij Charlamov. 
Švédsko: Leif Holmqvist (21. Christer Abrahamsson) – Arne Carslsson, Lennart Svedberg, Gunnar Andersson, Thommy Abrahamsson, Thommie Bergman, Kjell-Rune Milton – Stefan Karlsson, Håkan Wickberg, Tord Lundström - Mats Hysing, Håkan Nygren, Anders Nordin – Hans Lindberg, Anders Hedberg, Inge Hammarström.

## Statistiky

### Nejlepší hráči
| Brankář | Andrzej Tkacz      |
| Obránce | František Pospíšil |
| Útočník | Vladimir Vikulov   |

### Kanadské bodování
| Poř. | Kanadské bodování | Branky | Přihrávky | Body |
| ---- | ----------------- | ------ | --------- | ---- |
| 1.   | Vladimir Vikulov  | 4      | 2         | 6    |